# 青森県道263号鰺ケ沢停車場線
青森県道263号鰺ケ沢停車場線（あおもりけんどう263ごう あじがさわていしゃじょうせん）は、青森県西津軽郡鯵ヶ沢町を通る一般県道である。

## 概要
鯵ヶ沢町舞戸町のJR五能線 鰺ケ沢駅から舞戸保育園付近に至る短距離路線である。

### 路線データ
- 起点 : 鰺ケ沢停車場[1]
- 終点 : 西津軽郡鰺ヶ沢町[1]

## 歴史
- 1961年（昭和36年）2月10日 - 県道に認定される[1]。

## 地理

### 交差する道路
- 青森県道3号弘前岳鰺ケ沢線（終点）

### 沿線の施設など
- JR五能線 鰺ケ沢駅
  - 弘南バス 鰺ヶ沢前案内所（2018年5月18日閉鎖）
- 鰺ケ沢警察署 鰺ケ沢駅前交番
- 舞戸郵便局